# Eurosia trimacula
Eurosia trimacula är en fjärilsart som beskrevs av George Francis Hampson 1893. Eurosia trimacula ingår i släktet Eurosia och familjen björnspinnare. Inga underarter finns listade i Catalogue of Life.